# François Milazzo
Pour les articles homonymes, voir Milazzo (homonymie).
François Milazzo, né le 9 février 1934 à Meknès et mort le 12 janvier 1967 à Marseille, est un footballeur français. Il évolue au poste de milieu de terrain offensif du milieu des années 1950 au milieu des années 1960.
Formé à l'US Meknès, il rejoint ensuite l'OGC Nice avec qui il est champion de France en 1956 et 1959 puis évolue ensuite à l'Olympique de Marseille. 
Après sa carrière professionnelle, il signe au GFCO Ajaccio avec lequel il remporte le championnat de France amateurs en 1965 et 1966. Il meurt l'année suivante des suites d'une porphyrie.

## Biographie
François Milazzo est né à Meknès le 9 février 1934 de parents fonctionnaires installés au Maroc. Il commence le football à l'US Meknès et intègre l'équipe première du club en 1952. Ses performances en club lui valent d'être sélectionné en équipe du Maroc aux côtés de Just Fontaine.
Il rejoint l'OGC Nice en 1954 et remporte deux championnats de France avec les Azuréens en 1956 et 1959. Il devient également à cette période international B. En Coupe d'Europe des clubs champions, il atteint avec son club les quarts de finale en 1960 où il est éliminé par le Real Madrid de Di Stéfano malgré une victoire à domicile trois buts à deux lors du match aller.
En 1960, il est échangé contre Jean-Louis Léonetti et rejoint l'Olympique de Marseille en Division 2. Après une première saison terminée en milieu de classement, l'OM finit quatrième du championnat l'année suivante et accède ainsi à la Division 1. François Milazzo joue, lors de cette saison, avant-centre, dans la tactique WM mise en œuvre par l'entraîneur Otto Gloria. Le club, dirigé par Armand Penverne puis par Luis Miró ne parvient pas à rester en division 1 et redescend immédiatement. En mauvaise situation financière, le club impose des réductions de salaire à François Milazzo et vend ses meilleurs joueurs. Avec une équipe rajeunie, le club rate de peu les barrages d'accession à la Division 1.
François Milazzo quitte l'OM en fin de saison 1964 et rejoint alors le GFCO Ajaccio en championnat de France amateur. Il devient le meilleur buteur du championnat en 1965, année où le club remporte le titre national pour la deuxième fois de son histoire. En finale, le Gazelec l'emporte un but à zéro sur le Stade lavallois.
En 1966, Le club ajaccien domine le groupe Sud-Est de CFA et remporte ses onze rencontres à domicile. Dans la phase finale attribuant le titre de champion, les « gaziers » l'emportent quatre à deux après prolongation sur l'AC Cambrai. « Fanfan » Milazzo est un des grands acteurs de ce match. Alors que le Gazélec est mené deux buts à zéro, il marque à la 53e minute puis en fin de rencontre, il est bousculé dans la surface et obtient un pénalty transformé par l'entraîneur-joueur Pierre Cahuzac. Il inscrit dans les prolongations le but du trois buts à deux à la 103e minute,.
François Milazzo meurt le 12 janvier 1967 des suites d'une porphyrie.

## Palmarès
François Milazzo dispute 192 matches pour 31 buts en sept saisons de division 1 et 82 rencontres pour 20 buts marqués en division 2. Avec l'OGC Nice, il remporte le championnat de France en 1956 et 1959. Il est également avec ce club finaliste du Challenge des champions en 1956 et 1959 et de la Coupe Charles Drago en 1958.
Sous les couleurs du GFCO Ajaccio, il remporte le Championnat de France amateur en 1965 et 1966. Il est également meilleur buteur du CFA en 1965.

## Statistiques
Le tableau ci-dessous résume les statistiques en match professionnel de François Milazzo durant sa carrière de joueur professionnel,.
| Saison                | Club                   | Championnat           | Championnat | Championnat | Coupe(s) nationale(s) | Coupe(s) nationale(s) | Compétition(s) continentale(s) | Compétition(s) continentale(s) | Compétition(s) continentale(s) | Trophée des champions | Trophée des champions | Total | Total |
| Saison                | Club                   | Division              | M.          | B.          | M.                    | B.                    | Comp.                          | M.                             | B.                             | M.                    | B.                    | M.    | B.    |
| 1954-1955             | OGC Nice               | Division 1            | 25          | 7           | 4                     | 0                     | -                              | -                              | -                              | -                     | -                     | 29    | 7     |
| 1955-1956             | OGC Nice               | Division 1            | 31          | 10          | 4                     | 3                     | -                              | -                              | -                              | 1                     | 0                     | 36    | 13    |
| 1956-1957             | OGC Nice               | Division 1            | 15          | 2           | 5                     | 1                     | C1                             | 4                              | 2                              | -                     | -                     | 24    | 5     |
| 1957-1958             | OGC Nice               | Division 1            | 30          | 6           | 6                     | 0                     | -                              | -                              | -                              | -                     | -                     | 36    | 6     |
| 1958-1959             | OGC Nice               | Division 1            | 31          | 3           | 3                     | 0                     | -                              | -                              | -                              | 1                     | 0                     | 35    | 3     |
| 1959-1960             | OGC Nice               | Division 1            | 34          | 0           | 6                     | 2                     | C1                             | 7                              | 2                              | -                     | -                     | 47    | 4     |
| 1960-1961             | Olympique de Marseille | Division 2            | 27          | 5           | 2                     | 0                     | -                              | -                              | -                              | -                     | -                     | 29    | 5     |
| 1961-1962             | Olympique de Marseille | Division 2            | 32          | 8           | 5                     | 4                     | -                              | -                              | -                              | -                     | -                     | 37    | 12    |
| 1962-1963             | Olympique de Marseille | Division 1            | 26          | 3           | 5                     | 4                     | C3                             | 1                              | 0                              | -                     | -                     | 32    | 7     |
| 1963-1964             | Olympique de Marseille | Division 2            | 23          | 7           | 2                     | 1                     | -                              | -                              | -                              | -                     | -                     | 25    | 8     |
| Total sur la carrière | Total sur la carrière  | Total sur la carrière | 274         | 51          | 42                    | 15                    | -                              | 12                             | 4                              | 2                     | 0                     | 330   | 70    |